# Ercole Strozzi

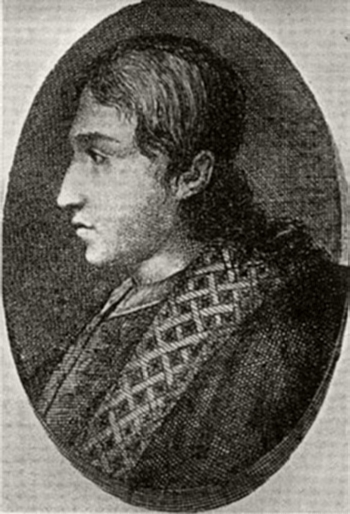
Ercole Strozzi

Ercole Strozzi (* 2. September 1471 in Ferrara; † 6. Juni 1508 ebenda) war ein italienischer Adliger, Humanist und Dichter, der selbst Sohn eines bedeutenden Dichters, Tito Vespasiano Strozzi war, als Hofmann, Dichter und hoher Richter am Hof der Herzöge von Ferrara geschätzt wurde, ein Freund von Humanisten und Dichtern wie Pietro Bembo und Ludovico Ariosto und zugleich ein enger Vertrauter der Herzogin von Ferrara, Lucrezia Borgia, war und – tief betrauert von Dichterfreunden und seiner Gemahlin – mit 37 Jahren in Ferarra ermordet wurde.

## Herkunft

Wappen der Familie Strozzi

Ercole Strozzi stammte aus der alten Florentiner Patrizierfamilie der Strozzi, die bereits im 13. Jahrhundert nachweisbar ist, durch internationale Bankgeschäfte zu großem Reichtum kam, in Florenz anfangs erfolgreich mit den Medici rivalisierte, jedoch diesen später unterlag. Ercole gehörte zu einem Zweig der Familie, der von den Medici aus Florenz vertrieben wurde und sich in Ferrara niederließ.
Der Vater Ercoles, Tito Vespasiano Strozzi (* 1425; † 1505), war bereits in Ferrara geboren, lebte dort als Patrizier und diente drei Herrschern von Ferrara, Leonello d’Este (1441–1450), Borso d’Este (1450–1471) und Ercole I. d’Este (1471–1505) in wichtigen Hof- und Verwaltungsfunktionen aus, so u. a. als Gouverneur von Rovigo und Polesine und als hoher Richter („Giudice dei Savi“), eine Funktion, die der eines Regierungschefs nahekommt. Zugleich war er ein bedeutender Humanist aus der Schule des Guarino da Verona († 1460 in Ferrara), verfasste das sechsbändige Werk „Eroticon“ mit Elegien in verfeinertem, nahezu klassischem Latein, aber auch eine Reihe von Sonetten in italienischer Sprache.
Der Hof der Herzöge von Ferrara war durch Humanismus und Liebe zur Literatur gekennzeichnet, was nicht nur Tito Vespasiano Strozzi und seinen Sohn Ercole prägte, sondern auch deren erweiterte Familie erfasste. So war Luzia Strozzi, die Schwester von Tito Vespasiano, die Mutter des Humanisten und Hofpoeten Matteo Maria Boiardo (* 1441; † 1494), der mit lateinischen Gedichten begann, dann auf Italienisch Liebesgedichte schrieb und schließlich mit dem „Orlando innamorato“ sein berühmtestes und reifstes Werk schuf. Ein anderes familiäres Band bestand auch zum vielleicht bedeutendsten italienischen Dichter seiner Zeit, zu Ludovico Ariosto (* 1474; † 1533), da Alessandra Benucci, die Ehefrau seines Cousins Tito di Leonardo Strozzi, 1515 dessen Geliebte und als Witwe später dessen – geheime – Ehefrau war, da Ariost sonst seine Kirchenbenefizien verloren hätte.
Ercoles Mutter Domitilla Rangoni, stammte aus einer seit dem 11. Jahrhundert bekannten Adelsfamilie, war die Tochter des Guido Rangoni († 1467) und der Giovanna Boiardo, die ihrerseits eine Tante des Dichters Matteo Maria Boiardo war.

## Leben

### Jugend
Als ältester Sohn des Staatsmannes und Dichters Tito Vespasiano Strozzi war die Laufbahn von Ercole als dessen Nachfolger als Hofmann und als Humanist vorgegeben. Er genoss eine ausgezeichnete Erziehung im Geist des Humanismus sowohl in lateinischer wie in griechischer Sprache, da er u. a. Schüler von Aldo Manuzio, Battista Guarino und Alberto Pio da Carpi war. Er war außerdem eng befreundet mit Ludovico Ariosto, mit dem er 1486/89 gemeinsam Vorlesungen des Humanisten Luca Ripa besuchte. Ariosto widmete Ercole eine Elegie über den Tod eines gemeinsamen Freundes, des Humanisten und Dichters Michele Tarchaniota Marullo, und erwähnte ihn sehr lobend in seiner Elegiensammlung „Venatio“.
Auch sein Vater Tito Vespasiano nahm wohl direkten Einfluss auf seine Erziehung, da er ihm auch bei seinen Dichtungen – eleganten Elegien und Sonetten in klassischer lateinischer Sprache – als Vorbild diente. Ercole lernte rasch und war begabt, sodass schließlich seine Gedichte so großen Gefallen erregten, dass einige Beobachter meinten, die lateinischen Gedichte des Sohnes würden die seines Vaters übertreffen.
Als Sohn einer Zeit, die trotz idealistischer Verehrung der Antike nicht die Gegenwart vergaß, beschränkte er sich nicht darauf, den Klassikern der römischen Literatur nachzueifern, sondern dichtete – ähnlich wie sein Vater – Liebesgedichte in der Sprache, in der sie von den Adressatinnen verstanden wurden, in der volksnahen „lingua volgare“, das heißt in italienischer Sprache, wobei er sich von Pietro Bembo und von dem dominierenden Vorbild seiner Zeit, Francesco Petrarca, inspirieren ließ. Allerdings sind von diesen italienischen Dichtungen, deren Qualität Bembo in einem Gedicht preist, nur wenig mehr als vier Sonette erhalten, von denen eines irrtümlich Baldassare Castiglione zugeschrieben wurde.
Die von Ercole Strozzi verfassten Elegien in lateinischer Sprache wurden gemeinsam mit Dichtungen seines Vaters erstmals im Jahre 1513 von dem Humanisten und bedeutenden Verleger Aldo Manuzio dem Älteren (* 1449/52; † 1515) veröffentlicht.
Zugleich hatte Ercole gesellschaftliche Aufgaben bei Hof zu erfüllen. So organisierte er etwa für Herzog Ercole I. szenische Darstellungen und 1493, anlässlich der Vermählung von dessen Erben Alfonso d´Este mit Anna Sforza, entsprechende Veranstaltungen. In einer seiner Elegien, die er an Gianfrancesco Pico della Mirandola richtete, erwähnt er den Plan ein Lobgedicht auf Ludovico Sforza, Herzog von Mailand († 1508)zu verfassen, und dass er bereits die Materialien für eine große Oper gesammelt hätte.
Sein Vater ernannte ihn trotz seiner Jugend 1498 zu seinem Stellvertreter als Vorsitzender Richter (Giudice dei XII Savi) in der Absicht, ihn zu seinem Nachfolger zu machen, dem Herzog Ercole I. zustimmte. Diese schwierige Aufgabe, für die Ercole wenig Erfahrung mitbrachte, erfüllte er acht Jahre und vier Monate lang mit großem Einsatz und Unparteilichkeit, obwohl gerade zu seiner Zeit eine Reihe besonderer Schwierigkeiten zu überwinden waren. Eine schwerwiegende Herausforderung stellte dabei die dramatische finanzielle Situation des Herzogtums dar, die eine sofortige und drastische Erhöhung der Steuerlasten erforderte, um die leeren Kassen des Herzogtums zu füllen. Da die Eintreibung dieser Beträge den von Ercole geleiteten Behörden oblag, richtete sich der Protest der Bevölkerung nicht nur gegen den Herzog, sondern auch gegen Ercole. Ein wohlmeinender Zeitgenosse schrieb dazu, dass Ercole aus Mitleid mit den von den Zwangsmaßnahmen betroffenen Bürgern Tränen vergossen hätte.
Ercole hatte diese schwierige Aufgabe primär auf dringenden Wunsch seines Vaters übernommen. Sieben Monate nach dem Tod seines Vaters ersuchte Ercole Strozzi Herzog Alfonso um Entlassung aus diesem Amt, das in völligem Widerspruch zu seiner künstlerischen Berufung und zu seinem Begriff der Freiheit stand. Diesen Wunsch formulierte er auch in Form einer feierlichen Elegie, die er an die Herzogin Lucrezia Borgia richtete. Dem Ansuchen entsprach Herzog Alfonso, der am 18. April 1506 Antonio Costabili zu seinem Nachfolger ernannte.
Während seiner Amtsperiode ließ Ercole die Kirche della Madonna del Salice in der Nähe des Klosters S. Giorgio errichten. Dort erinnern an ihn eine Stiftungsinschrift und ein Bild, das ihn in der Robe des Giudice de‘ Savi zeigt.
Diese mühsame Regierungsaufgabe behinderte Ercole entscheidend bei seiner dichterischen Arbeit, wie Bembo in seinem Buch „De Vergilii Culice et Terentii fabulis und Ercole“ selbst schmerzlich in der dritten Elegie seines zweiten Buches über die Liebe schreibt.

### Hofmann und Vertrauter von Lucrezia Borgia
Obwohl durch ein Gebrechen beim Gehen behindert, war Ercole am Hof der Herzöge von Ferrara, Modena und Reggio als Sohn seines Vaters, als Humanist, als Dichter und als schöner und charmanter Hofmann sehr beliebt. Es gelang ihm rasch, nicht nur das Vertrauen des Herzogs Ercole I. d’Este, der von 1471 bis 1505 regierte, sondern insbesondere auch das von Lucrezia Borgia (* 1480; † 1519) zu erwerben, die am 2. Februar 1502 als neue Gemahlin des Kronprinzen Alfonso I. d’Este ihren Einzug in Ferrara gehalten hatte.
Lucrezia Borgia hatte als Tochter des Papstes Alexander VI. Borgia († 1503) einen hohen politischen Stellenwert, denn sie war für ihren Schwiegervater, Herzog Ercole I. d’Este die Garantie dafür, dass er nicht wie viele andere Fürsten und Feudalherren von ihrem Bruder Cesare Borgia († 1507) vertrieben wurde. Ihr Ehemann Alfonso d’Este tat wenig, um den Eindruck zu verwischen, dass sie viel mehr wäre als bloß ein politisches Pfand. Er war ein Kriegsmann, vielfach auf Feldzügen abwesend und vernachlässigte sie regelmäßig zugunsten von Frauen der leichten Art. Am Hof von Ferrara war Lucrezia isoliert, da sie ihre spanischen Hofdamen vermisste und bei Hof viele meinten, die außereheliche Tochter eines Papstes sei für den Erben der ältesten Dynastie in Italien nicht standesgemäß, noch dazu eine Braut, die mit 22 Jahren bereits mehrfach verlobt, einmal zwangsweise geschieden und einmal gewaltsam verwitwet war. Zugleich waren überall wenig schmeichelhafte Gerüchte über die Moral und Gewaltbereitschaft ihrer Familie in Umlauf. Es ist daher verständlich, dass sie sich an die wenigen Menschen wandte, die unvoreingenommen, wohlwollend und wie sie Anhänger des Humanismus und Freunde der Dichtkunst waren.
Ercole Strozzi wurde dadurch relativ rasch zum engsten Vertrauten Lucrezias, nicht zuletzt, da er selbst ein Dichter war und darüber hinaus enge Kontakte zu anderen Dichtern und Humanisten pflegte. Er war es auch, der sie mit seinem Freund, dem bedeutenden Humanisten und Dichter und späteren Kardinal Pietro Bembo bekannt machte. Dieser hatte 1501 die Herausgabe des „Canzoniere“ von Francesco Petrarca und 1502 die der Göttlichen Komödie Dantes durch den Verleger und Buchdrucker Aldo Muzio betreut, war daher so etwas wie ein gefeierter „Superstar“ unter den italienischen Humanisten seiner Zeit und zugleich persönlich eine glänzende Erscheinung, als er 1502 mit 32 Jahren nach Ferrara kam. Er lebte vielfach im Haus Ercoles in der Stadt und auch auf dessen Landsitzen in Ostellato, genannt „Strotiano“, und in Racano.
Lucrezia war von Bembo tief beeindruckt, tauschte mit ihm Gedichte aus und korrespondierte mit ihm mit Hilfe von Strozzi, der die diskrete Zustellung der Briefe besorgte. Wie eng ihre Beziehung zu Bembo und zu Strozzi war, zeigte sich, als ihr Vater, Papst Alexander VI., am 18. August 1503 verstarb. Während bei Hof fast alle unverhohlen Erleichterung, wenn nicht sogar Freude zeigten, trug Lucrezia tiefe Trauer, der sich am Hof zu Ferrara nur Bembo und Ercole Strozzi demonstrativ anschlossen. Wie der Briefwechsel zwischen Lucrezia und Bembo zeigt, begann diese Beziehung allmählich zunehmend leidenschaftlicher zu werden.
Nach dem Tod des Herzogs Ercole I. d’Este im Jahre 1505 folgte Lucrezias Gemahl, Alfonso d´Este als Herzog und sie als Herzogin. Bald darauf kam es zur Beendigung der engen Beziehung zu Pietro Bembo. Sei es, dass sie selbst fand, dass deren Fortführung für sie als im Mittelpunkt des Hofes stehende Herzogin nunmehr nicht mehr möglich war, sei es, dass ihr Gemahl Alfonso klarstellte, dass diese Beziehung, über die bei Hof bereits geredet wurde, zu beenden sei. Als Zeichen seiner Zuneigung widmete ihr Bembo noch im Februar 1505 sein Werk „Gli Asolani“ – Gespräche über die (platonische) Liebe.
Die Beziehung zu Ercole Strozzi, die auf der gemeinsamen Liebe zum Humanismus und Dichtkunst beruhte, war platonisch, da Ercole emotional anderweitig gebunden war und Barbara Torelli verehrte, die, verstoßen von ihrem Gemahl Ercole Bentivoglio, in Ferrara eine Heimstätte gefunden hatte und am Hof der Este lebte. Zwischen Lucrezia und Ercole Strozzi bestand jedoch eine dauerhafte persönliche Freundschaft. Seine Lucrezia gewidmeten Gedichte bleiben daher strikt im Rahmen angemessener Hofpoesie. So widmete Ercole der Herzogin im Jahre 1508 eine Totenklage um ihren verstorbenen Bruder Cesare Borgia, der in Navarra gefallen war, in der er den Jammer von Lucrezia, der Schwester, und von Charlotte d´Albret, der Gemahlin Cesares, beschreibt und mit den Klagen von Kassandra und Polyxena um den toten Achilles vergleicht und die zugleich die heldenhafte Laufbahn Cesars beschreibt.
Als Lucrezia am 4. April 1508 einen Sohn Ercole II. gebar, feierte Ercole Strozzi als humanistischer Hofmann die Geburt dieses Thronerben in dem Gedicht „Genethliakon“, wo er den Wunsch aussprach, dass diesem Sohn einst die Taten seines Onkels Cesare Borgia und seines Großvaters Papst Alexander VI. ein Vorbild sein sollten, denn beide würden ihn an Camillus und an die Scipionen erinnern.
Im Mai 1508 hatte Ercole die große Freude, nach jahrelangem Warten seine Geliebte, Barbara Torelli, endlich – nach dem Tod ihres seit Jahren entfremdeten Ehemannes, Ercole Bentivoglio – zu heiraten.

### Gewaltsamer Tod

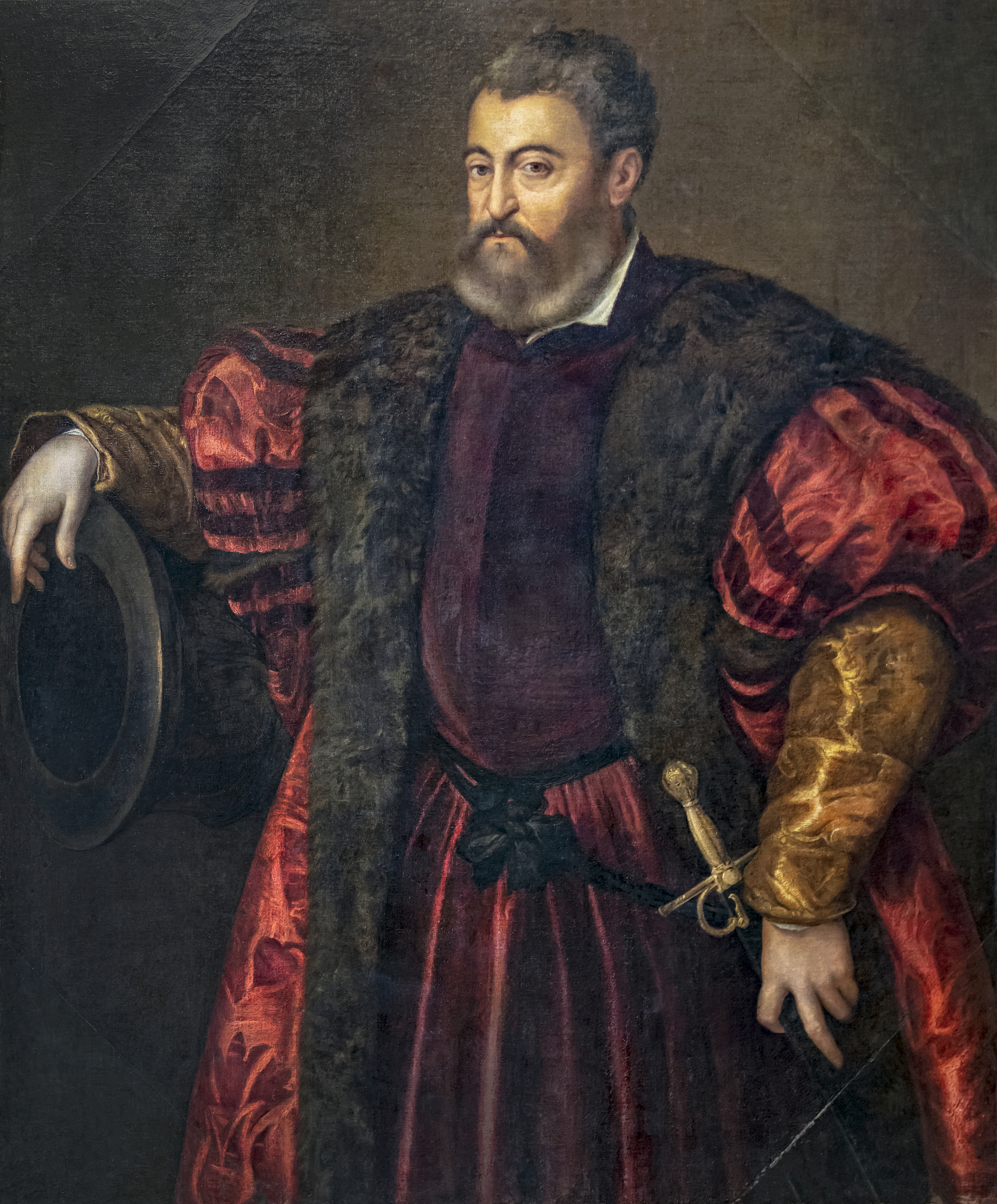
Alfonso I d’Este, der verdächtigt wurde die Ermordung von Ercole Strozzi angeordnet zu haben.

Dreizehn Tage nach der Hochzeit, am Morgen des 6. Juni 1508, fand man den Dichter an der Ecke eines Palastes der Este – der späteren Casa Romei in der heutigen via Savonarola 30 – tot, auf der Straße liegend, gehüllt in seinen Mantel, mit zerrauftem Haar übersät mit 22 Stichwunden, was auf gezielten Mord durch mehrere Attentäter hinwies.
Ganz Ferrara war bestürzt, denn Strozzi war der Ruhm dieser Stadt, einer der geistvollsten Dichter seiner Zeit, ein Freund Bembos und Ariosts, Günstling der Herzogin, hochangesehen bei Hof, der in der Blüte seines Lebens stand.

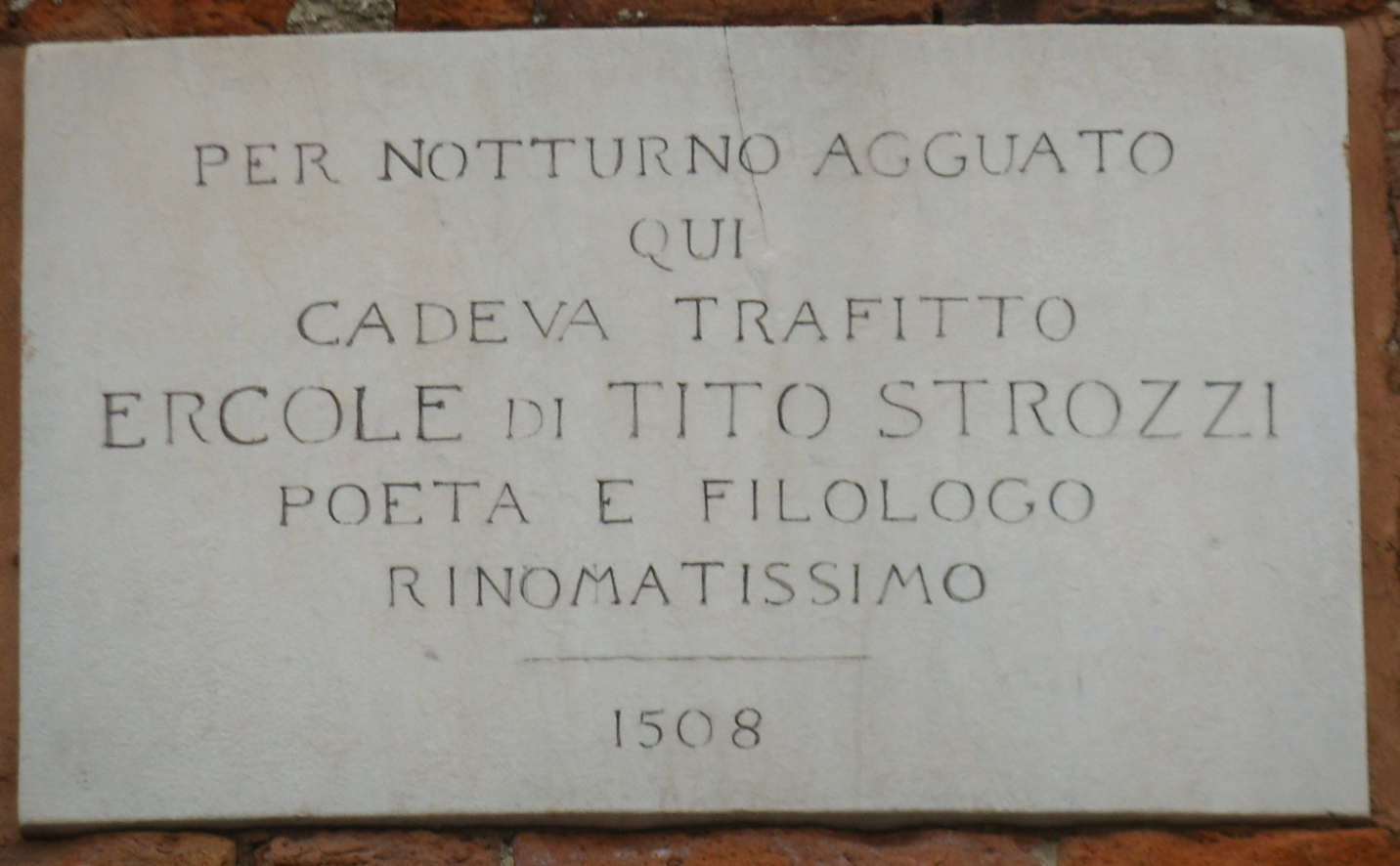
Steintafel, die in Ferrara in der via Savonarola an die Ermordung von Ercole Strozzi erinnert

Die wahren Hintergründe des Mordes wurden nie aufgeklärt. Es überwog jedoch in der Bevölkerung die Meinung, Herzog Alfonso stünde hinter dem Anschlag. Bezüglich der Motivation gab es verschiedene Vermutungen. Manche meinten, der Herzog hätte Ercole ermorden lassen, da er eine zu enge Beziehung zwischen Ercole und seiner Frau vermutet hätte. Nach anderen hätte sich der Herzog selbst in Barbara Torelli verliebt und wollte daher deren Ehemann Ercole beseitigen.
Von anderen wurde das Motiv des Mordes in einem ganz anderen Zusammenhang gesehen, nämlich in einem Streit um das Erbe nach Ercole Bentivoglio, dem ersten Ehemann von Barbara Torelli. Demnach wäre der Anstifter des Mordes Galeotto Sforza, ein Schwiegersohn von Ercole Bentivoglio und der Barbara Torelli gewesen, da dieser wegen des Erbes und der Herausgabe der sehr bedeutenden Mitgift von Barbara (10.000 Goldstücke) mit Ercole Strozzi und seiner Schwiegermutter Barbara in einen heftigem Streit geraten war.
Nach einer anderen – eher wahrscheinlichen – These, die u. a. die Historikerin Maria Bellonci (1902–1986) vertritt, hätte sich Ercole Strozzi als Vermittler vertraulicher Korrespondenzen zwischen Lucrezia Borgia und deren Verehrern schuldig gemacht. Nämlich einerseits zwischen Lucrezia und Pietro Bembo, und andererseits zwischen Lucrezia und dem Schwager Alfonsos – dem Gemahl seiner Schwester Isabella d’Este – Gianfrancesco II. Gonzaga, Markgraf von Mantua (1484–1519) – die beide für Lukrezia Borgia mehr als freundschaftliche Gefühle gezeigt hatten. Für diese These sprechen die noch vorhandenen Korrespondenzen zwischen Lucrezia und ihren beiden Verehrern, die deutlich mehr als platonische Gefühle erraten lassen.
Der plötzliche Tod des allseits beliebten Hofmannes und Dichters Ercole Strozzi wurde in Ferrara allgemein betrauert. Lukrezia Borgia errichtete – wohl nicht ganz zufällig – wenige Jahre später in der casa Romei – bei dem der Mord an Ercole geschah – das Kloster San Bernardino. Herzog Francesco Gonzaga, eingedenk der treuen Dienste Ercoles bei der Übermittlung seiner sentimentalen Korrespondenz mit Lucrezia Borgia, setzte eine Belohnung für die Ausfindigmachung des Mörders aus. Alfonso d´Este, dessen Höfling in seiner unmittelbaren Nähe mitten in der Stadt meuchlings ermordet worden war, rührte hingegen keinen Finger zur Aufklärung des Falles.
Ercoles soeben erst angetraute Gemahlin, Barbara Torelli, war vom gewaltsamen Tod ihres geliebten Ehemannes Ercole Strozzi, der nur dreizehn Tage nach der Hochzeit erfolgte, tief erschüttert. Sie betrauerte ihn tief und gab ihren Gefühlen in einem berühmt gewordenen Gedicht Ausdruck. Darin wünschte sie sich, Ercoles Staub mit ihren Tränen zu vermengen und ihn durch die Größe ihrer Liebe wieder zu neuem Leben zu erwecken, um dem grausamen Mörder zu zeigen, wie viel ihre Liebe vermag. Der entsprechende Teil des Gedichtes lautet im Originaltext wie folgt:
Vorrei col foco mio quel freddo ghiaccio
intepidire, e rimpastar col pianto
la polve, e ravvivarla a nuova vita:
e vorrei poscia, baldanzosa e ardita,
mostrarlo a lui, che ruppe il caro laccio,
e dirgli: - Amor, mostro crudel, può tanto.
Viele seiner Bewunderer und Dichterfreunde veröffentlichten Nachrufe auf Ercole Strozzi. So u. a. Antonio Tibaldeo, Pietro Bembo, Lodovico Ariosto, Giglio Gregorio Giraldi und Celio Calcagnini, der beim Begräbnis Strozzis in der Kirche S. Maria del Vado die Abschiedsrede hielt, in der er seiner tiefen Trauer über den Verlust des Freundes und Dichters Ausdruck gab.

## Ehe und Nachkommen

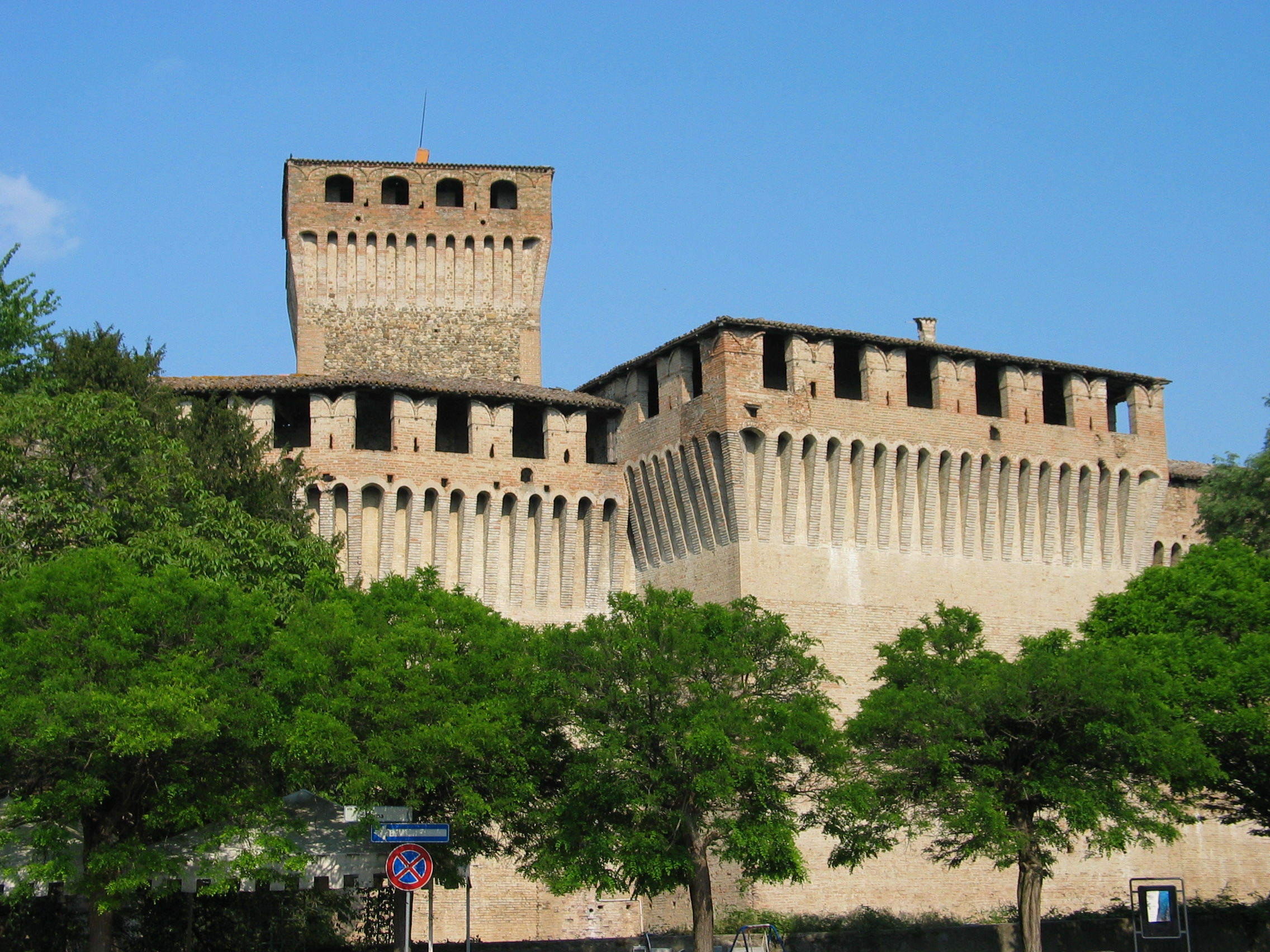
Castel montechiarugolo Stammsitz der Familie Torelli, wo Barbara Torelli geboren wurde

Ercole Strozzi war mit seit Mai 1508 mit Barbara Torelli (* um 1475 in Montechiarugolo; † 1533 in Bologna) verheiratet, die wegen ihrer Schönheit und als Dichterin berühmt war. Sie stammte aus einer alten Adelsfamilie, war eine Tochter von Marsilio Torelli Herrn zu Montechiarugolo, Kondottiere im Dienst der Sforza von Mailand und der Paola Secco, einer Tochter des Kondottiere Francesco Secco († 1496) und der Caterina Gonzaga, die eine außereheliche Tochter des Markgrafen Ludovico III. Gonzaga von Mantua war. Auch in der Familie Torelli wurden einige von der Bewegung des Humanismus ergriffen, wobei Barbaras Cousine Ippolita Torelli (Tochter ihres Onkels Guido und der Francesca Bentivoglio) mit keinem Geringeren als Baldassare Castiglione (* 1478 in Casatico bei Mantua; † 1529 in Toledo), dem berühmten Humanisten und Autor des „Libro del Cortigiano“ (Buch vom Hofmann), verheiratet war.

Baldassare Castiglione, ein angeheirateter Cousin der Gemahlin von Ercole Strozzi

Mit sechzehn Jahren wurde sie 1491 an den Condottiere Ercole Bentivoglio (* 1459; † 1507), einem Sohn von Sante Bentivoglio († 1462), dem Herren von Bologna und der Ginevra Sforza di Pesaro verheiratet. Die Ehe wurde später so unglücklich, dass sie 1501 vor ihrem Ehemann zu Elisabetta Gonzaga nach Urbino floh und durch diese später über Mantua nach Ferrara gelangte. Dort lernte sie um 1504 Ercole Strozzi kennen und lieben und heiratete ihn nach dem im Juni 1506 erfolgten Ableben ihres Ehemannes mit Unterstützung der Herzogin von Ferrara, Lucrezia Borgia.
Barbara brachte in ihre zweite Ehe zwei Töchter, Costanza († 1530) und Ginevra Bentivoglio († um 1524) mit. Von diesen hatte Costanza 1505 den Bruder Ercoles, Lorenzo Strozzi geheiratet. Ercole wurde daher durch seine Ehe mit Barbara, der Mutter Costanzas, zum (Stief-)Schwiegervater seines Bruders Lorenzo. Die andere Stieftochter Ercoles, Ginevra Bentivoglio, heiratete bald darauf Galeazzo Sforza di Pesaro († 14. April 1515 in Mailand), den Bruder von Giovanni Sforza, dem Herrn von Pesaro und Gradara, der 1493 die damals 14-jährige Lucrezia Borgia heiratete. Eine Ehe, die 1497 vom Vater Lucrezias, Papst Alexander VI. unter dem Vorwand des fehlenden Vollzuges aus politischen Gründen aufgehoben wurde.
Noch während der Zeit, als formell noch ihre Ehe mit Ercole Bentivoglio bestand, gebar Barbara Torelli ihrem Geliebten Ercole Strozzi 1505 einen Sohn und 1508 eine Tochter:
- Cesare Strozzi (* 1505; † vor 1533 in Pisa)
- Giulia Strozzi (* 1508; † vor 1533)

Aus früheren außerehelichen Beziehungen hinterließ Ercole zwei Kinder:
- Tirinzia Strozzi, Sie wird im Testament ihrer Stiefmutter Barbara Torelli vom 7. November 1533 als eine ihrer Erben erwähnt.
- Romano Strozzi, † vermutlich früh, da im Testament seiner Stiefmutter 1533 nicht genannt